# IFEX
IFEX già International Freedom of Expression Exchange  è un network composto da oltre 119 organizzazioni non-governative che operano a livello locale, nazionale o internazionale per promuovere la libertà di espressione come diritto umano.
La prima proposta di creare un network di organizzazioni che si occupano di libertà di espressione risale al 1992 quando 12 organizzazioni si riunirono a Montréal, all'interno di una riunione organizzata dalla NGO canadese Canadian Journalists for Free Expression (che all'epoca aveva il nome di Canadian Committee to Protect Journalists. L'obiettivo suggerito per la rete era quello di coordinare le attività delle diverse organizzazioni che si occupano dell'argomento.
Nel solo primo anno di attività sono state emesse oltre 300 segnalazioni di violazioni di libertà di espressione.
L'attività di IFEX si concretizza nella diffusione di informazioni e nel promuovere azioni sul tema della libertà di stampa, censura di Internet, libertà d'informazione e relative leggi e regolamentazioni, aggressioni nei confronti di giornalisti, attivisti di diritti civili e utenti di Internet.
Tra i membri del network si contano organizzazioni come Human Rights Watch, Freedom House, Reporter senza frontiere, la International Federation of Library Associations and Institutions ed Electronic Frontier Foundation.
Tra le altre attività IFEX è stata la promotrice dell'istituzione della Giornata Internazionale per porre fine all'impunità per i crimini contro i giornalisti, stabilita dall'UNESCO per il 2 novembre.